# Platyarthrus aiasensis
Platyarthrus aiasensis är en kräftdjursart som beskrevs av Legrand1954. Platyarthrus aiasensis ingår i släktet Platyarthrus och familjen myrbogråsuggor. Inga underarter finns listade i Catalogue of Life.